# La spada di King Arthur
La spada di King Arthur (円卓の騎士物語 燃えろアーサー?, Entaku no Kishi monogatari - Moero Āsā, lett. "Storia dei Cavalieri della Tavola Rotonda - Ardi Artù") è una serie anime giapponese prodotta dalla Toei Animation e trasmessa da Fuji TV tra il 9 settembre 1979 e il 3 marzo 1980. Narrava le gesta di un giovane Re Artù e dei suoi mitici cavalieri della Tavola Rotonda.

## Trama
Ci troviamo all'incirca in quello che è l'odierno Galles, in un periodo imprecisato a cavallo tra il V secolo e il VI secolo. Il giorno del terzo compleanno del piccolo Artù, (futuro sovrano del Regno) figlio di Re Uther, il malvagio Re Lavik (che è appoggiato da una strega di nome Medessa) con i suoi soldati attacca il castello di Camelot dandolo alle fiamme. Re Uther pur combattendo coraggiosamente non riesce a sfuggire ad un colpo di spada infertogli da Lavik alle spalle rimanendo ucciso. Il principe riesce a salvarsi perché il Mago profeta Merlino lo porta via da un passaggio segreto, e lo affida al cavaliere Hecthor che lo crescerà come suo figlio.
Passano dodici anni, Artù ormai è un giovane uomo coraggioso e leale. Un giorno assiste con la sua famiglia ad un rito Sacro a cui devono partecipare tutti i sovrani: chiunque di loro riesca ad estrarre una spada sacra infilzata in una roccia, sarà il futuro Re di Wrogless; non ci riesce nessuno, allora Lavik prova a far compiere il gesto al più forte dei suoi uomini ma ancora una volta senza successo, Artù si mette a ridere per la goffaggine del soldato facendo innervosire il già contrariato Lavik, che, a questo punto ordina a lui di estrarre la spada, altrimenti verrà decapitato.
Con la sorpresa di tutti i presenti, il ragazzo estrae facilmente ed incredulo l'arma dalla pietra, a questo punto il padre adottivo rivela a tutti presenti la vera identità di Artù. Qui iniziano le avventure di Artù ed i suoi amici Cavalieri della Tavola Rotonda: Lancillotto, il cavaliere del lago, Tristano, il cavaliere dell'arpa, il piccolo Guerreth (invenzione giapponese), il coraggioso Parsifal, una ragazza cavaliere, Fiene, allieva di Merlino,  con un falco ammaestrato (altra invenzione nipponica). Dopo aver liberato la giovane principessa Ginevra, sua futura moglie, rapita da Lavik, Artù torna a Camelot e inizia la lotta contro il malvagio Lavik e la strega Medessa, che si concluderà con la vittoria dei cavalieri, grazie alla spada Excalibur e a uno scudo magico che protegge dalla magia della strega (invenzione giapponese). Artù quindi si appresta a iniziare un lungo e illuminato regno.
Fu prodotta anche una seconda serie, molto più fantasiosa e staccata dal modello inglese originale,  in cui il giovane Artù  gira su una carretta con due compagni, del tutto ignari di chi sia veramente, per il regno in incognito. Quando individua un essere malvagio, Artù scompare, per trasformarsi in cavaliere a raddrizzare i torti nei vari villaggi. La serie segue lo schema di una saga giapponese, trasformata anch'essa in anime: L'invincibile shogun.  I suoi cavalieri e una più sportiva Ginevra appaiono, ma di rado, nella seconda serie e con mezzi improbabili, come una nave pirata volante. Anche i nemici si diversificano: vampiri, spiriti, sirene e altri esseri magici abbondano. Si scopre che Lavik non era morto alla fine della prima serie, ma ha riorganizzato le proprie file e regna sotto il nome di Re del Nord, seguendo ancora i consigli di Medessa, divenuta ora spirito maligno. Artù sconfigge nuovamente la strega e Lavik, che stavolta sembra morire definitivamente, mentre i cavalieri tornano a Camelot sulla nave volante.

## Personaggi
Re Uther (User)
Padre di Artù, trucidato a tradimento da Lavik.
Ygraine
Madre di Artù.
Re Artù (Arthur)
All'inizio della storia ha 15 anni e viene chiamato sempre e solamente con l'appellativo di "principe".
Sir Hector
Cavaliere e padre adottivo di Artù, consegnatogli quand'era ancora in fasce da Merlino perché lo allevasse.
Sir Kay
Figlio di Hector, ha sempre fatto la parte del fratello maggiore nei confronti di Artù.
Re Lavik di Astarte
Brama di diventare capo supremo dell'intero reame di Wrogless. Ha ucciso Uther utilizzando la spada di re Ban e facendo poi ricadere la colpa del regicidio su di lui. L'ampia cicatrice che gli solca la fronte gli è stata inferta proprio da Uther durante il suo disperato tentativo di difesa.
Guster
Al soldo di Lavik.
Peloia
Un giovane monaco che si mette al servizio di Lavik.
Principessa Ginevra (Gwynevere)
Figlia di re Leogranche.
Lancillotto (Lancelot)
Sopra di lui cade la responsabilità di difendere la memoria del padre, re Ban del reame di Belic, infangato dall'accusa infamante di essere il responsabile dell'attentato alla vita di Uther.
Tristano (vedi Tristano e Isotta)
Figlio del re di Cornovaglia. Ha lasciato la corte del padre dopo che questi, codardamente, ha rinunciato ad ogni opposizione contro i soprusi perpetrati da Lavik.
Guerrehet (ispirato a Sir Gareth)
Giovane figlio del re di Wals Graston.
Parsifal (Percival)
Figlio di un nobiluomo di campagna fatto uccidere di Lavik dagli sgherri di Longinos; è a capo di una banda di ribelli.
Marlin
Sorella minore di Percival
Tommy, Gord; Gargoyle
Fanno parte della banda di Percival
Mago Merlino
Vive nella foresta di Northwood.
Walter
Il falco di Merlino
Strega Medessa
Fiene
Donna-cavaliere
Vivian, la Dama del Lago
Cavaliere Verde
Galahad

## In Italia
Fu trasmesso su Antenna Nord per la prima volta nel 1981. Nel 1997 Mediaset ha rifatto il doppiaggio, ha cambiato la sigla e ha modificato il titolo in Re Artù, King Arthur.
Dal 15 maggio 2005 la serie è stata replicata sul canale satellitare Italia Teen Television mentre nel 2008, l'8 dicembre, la serie viene ritrasmessa sul neonato canale a pagamento del digitale terrestre Hiro.

## Doppiaggio
| Personaggio     | Giapponese        | Italiano: ed. 1981                                  | Italiano: ed. 1997  |
| --------------- | ----------------- | --------------------------------------------------- | ------------------- |
| Narratore       |                   |                                                     | Riccardo Lombardo   |
| Artù            | Akira Kamiya      | Luca Ward                                           | Patrizio Prata      |
| Ginevra         | Keiko Han         | Cristiana Lionello                                  | Elisabetta Spinelli |
| Lancillotto     | Tesshō Genda      | Riccardo Rossi (1ª voce) Paolo Turco (2ª voce)      | Luca Sandri         |
| Tristano        | Makio Inoue       | Oreste Baldini                                      | Luca Bottale        |
| Merlino         | Yasuo Hisamatsu   | Sergio Gibello (1ª voce) Sergio Matteucci (2ª voce) | Antonio Paiola      |
| Parsifal        | Daisuke Gōri      | Sergio Gibello (1ª voce) Sergio Matteucci (2ª voce) | Diego Sabre         |
| Re Lavik        | Banjō Ginga       | Gino Donato (1ª voce) Paolo Turco (3ª voce)         | Marco Balbi         |
| Hector          | Ichirō Nagai      | Sergio Matteucci                                    |                     |
| Re Leogranche   | Masatô Ibu        | Sergio Matteucci                                    |                     |
| Guerreth        |                   | Cristiana Lionello                                  | Davide Garbolino    |
| Medessa         | Kazuko Yanaga     | Noemi Gifuni                                        | Caterina Rochira    |
| Kay             | Hideyuki Tanaka   | Lorenzo Macrì                                       |                     |
| Re Uther        | Hidekatsu Shibata | Marco Guadagno                                      | Maurizio Trombini   |
| Regina Igraine  | Akiko Tsuboi      | Cristiana Lionello                                  | Patrizia Scianca    |
| Bosman          | Chikao Ōtsuka     | Sergio Matteucci                                    | Claudio Moneta      |
| Gaster          | Kenji Utsumi      | Sergio Matteucci                                    | Tony Fuochi         |
| Pete            | Keiko Yamamoto    | Manuela Gatti                                       | Davide Garbolino    |
| Cavaliere Verde | Yasuo Hisamatsu   | Dario Penne                                         | Flavio Arras        |

## Sigla
Le sigle originali giapponesi sono cantate da Ichirō Mizuki e Mitsuko Horie.
La sigla italiana era cantata da Riccardo Zara con il suo gruppo musical-familiare I Cavalieri del Re (che presero il loro nome d'arte proprio perché per questo cartone animato cantarono la loro prima sigla).
La melodia era stata composta per un'altra serie animata, Vicky il vichingo, ma fu scartata perché era già stata approvata un'altra sigla televisiva per questo anime; così i Cavalieri del Re riadattarono il testo per la storia di King Arthur. Il gruppo fu in seguito costretto a modificare nuovamente il testo poiché all'inizio della sigla era stato inciso il grido "Evviva il Re!" che per i tempi suonò un po' troppo "monarchico" per la casa discografica: la RCA. Il singolo La spada di King Arthur/Blue Noah riuscì a vendere oltre 300 000 copie.
La serie ha avuto anche due sigle ex novo negli anni 90: una per la prima replica su TMC e Videomusic cantata da Antonio Galbiati (su testo di Fabrizio Berlincioni), e un'altra nel 1997 cantata da Enzo Draghi per le successive repliche su Canale 5, Italia 1, Italia Teen Television e Hiro. Entrambe sono state musicalmente composte da Silvio Amato.

## Episodi
| Nº Ja                         | Nº It | Titolo italiano Giapponese 「Kanji」 - Rōmaji | In onda           | In onda |
| Nº Ja                         | Nº It | Titolo italiano Giapponese 「Kanji」 - Rōmaji | Giapponese        |         |
| Prima stagione (30 episodi)   |       | |                   |         |
| 1                             | 1     | Nasce il principe Artù 「風雲児アーサー」 - Fūunji Aasaa | 9 settembre 1979  |         |
| 1                             | 1     | Lo stesso giorno in cui gli viene annunziata la futura nascita del proprio legittimo erede, a re Uther viene fatta, da parte di Merlino, una profezia di sangue, la quale immancabilmente si avvera quattro anni dopo. Mentre il principino Artù sta festeggiando il suo terzo compleanno, viene ordito un attentato contro il sovrano da parte di Lavik, penetrato con un'ora di cavalieri neri all'interno del castello di Camelot. Il piccolo erede al trono riesce però a scampare alla morte, portato in salvo dallo steso Merlino il quale lo consegna ad un cavaliere fidato perché venga allevato in tutta segretezza. Dodici anni più tardi si sta svolgendo un rito, presieduto dallo stesso arcivescovo, che dovrà decidere chi fra i re di Bretagna sarà destinato a governare sopra tutti gli altri, riunificando e portando al suo antico splendore il reame di Wrogless: si tratta di estrarre dalla roccia la sacra spada Excalibur. Artù sorprendentemente vi riesce ed in quel momento viene riconosciuto essere il principe di Camelot. |                   |         |
| 2                             | 2     | La stella di Camelot 「輝けキャメロットの星」 - Kagayake kyamerotto no hoshi | 16 settembre 1979 |         |
| 2                             | 2     | Artù giunge, accompagnato da Hector e Kay, al castello che fu di suo padre; il ragazzo pare riconoscere la tavola rotonda attorno alla quale si riunivano Uther e i suoi più stretti collaboratori quando si trattava di dover prendere le decisioni più importanti. I cavalieri neri guidati da Guster ed inviatigli contro da Lavik si scontrano in campo aperto col principe ed i suoi alleati, che finiscono col sacrificare la propria vita in difesa di Artù. Nel bel mezzo della nebbia compare un misterioso cavaliere verde che promette d'aiutarlo nel bisogno. |                   |         |
| 3                             | 3     | Lancillotto: il cavaliere del lago 「湖の騎士 ランスロット」 - Mizūmi no kishi Ransurotto | 23 settembre 1979 |         |
| 3                             | 3     | Artù va incontro da solo alla principessa Ginevra, che è in viaggio col padre ed una scorta per raggiungerlo: mentre, colto di sorpresa, sta per esser aggredito dai cavalieri neri, ecco spuntare Lancillotto (definitosi con l'appellativo di "cavaliere del lago") che lo soccorre. Medessa, la strega che aiuta Lavik, scatena una tempesta per impedire ad Artù e Lancillotto di proseguire; ma, seppur a fatica, i due riescono ad attraversare il fiume in piena e a mettersi in salvo. Il padre di Lancillotto è colui ch'è sempre stato accusato, a torto, dell'assassinio di Uther. |                   |         |
| 4                             | 4     | Tristano: il cavaliere dell'arpa 「竪琴の騎士 トリスタン」 - Tategoto no kishi Torisutan | 30 settembre 1979 |         |
| 4                             | 4     | Artù e Lancillotto decidono di recarsi assieme da Merlino, per farsi ire da lui chi è il vero responsabile della morte di Uther. Giunti ad un villaggio di frontiera incontrano uno strano menestrello di nome Tristano (il "cavaliere dell'arpa"); qui aiutano i mercanti del luogo a rientrar in possesso dei loro beni depredati dai soldati di Wals asserragliati nel vicino fortino. Con un astuto stratagemma ideato da Tristano, riescono a metter l'uno contro l'altro i cavalieri neri e la guarnigione. |                   |         |
| 5                             | 5     | Il piccolo coraggioso Guerrehet 「勇気ある少年ガラハッド」 - Yūki aru shōnen Garahaddo | 7 ottobre 1979    |         |
| 6                             | 6     | La sacra spada Excalibur 「神剣エクスカリバー」 - Shinken Ekusukaribaa | 14 ottobre 1979   |         |
| 7                             | 7     | L'amico Percival 「槍の名人パーシバル」 - Yari no meijin Paashibaru | 21 ottobre 1979   |         |
| 8                             | 8     | I cinque cavalieri 「5人の若き騎士たち」 - 5 nin no wakaki kishitachi | 28 ottobre 1979   |         |
| 9                             | 9     | Il traditore 「黒い狐ペリノア」 - Kuroi kitsune Perinoa | 4 novembre 1979   |         |
| 10                            | 10    | Il principe tra le fiamme 「炎の中の王子」 - Honoo no naka no ōji | 11 novembre 1979  |         |
| 11                            | 11    | Il codice d'onore 「花咲ける騎士道の丘」 - Hanasaki keru kishi dō no oka | 18 novembre 1979  |         |
| 12                            | 12    | La trappola di re Lavik 「金髪の戦士フィーネ」 - Kinpatsu no senshi fiine | 25 novembre 1979  |         |
| 13                            | 13    | Duello con la strega 「暗黒魔女との闘い」 - Ankoku majo to no tatakai | 2 dicembre 1979   |         |
| 14                            | 14    | L'agguato 「怒りの故里（前編）」 - Ikari no furusato (zenpen) | 9 dicembre 1979   |         |
| 15                            | 15    | Il castello sul lago 「怒りの故里（後編）」 - Ikari no furusato (Kohen) | 16 dicembre 1979  |         |
| 16                            | 16    | Il torneo 「恐怖の槍試合」 - Kyōfu no yarishiai | 23 dicembre 1979  |         |
| 17                            | 17    | Il cavalieri dell'inferno 「地獄から来た呪いの騎士」 - Jigoku kara kita noroi no kishi | 30 dicembre 1979  |         |
| 18                            | 18    | La battaglia per la fortezza 「激戦！この砦を守れ」 - Gekisen! Kono toride o mamore | 6 gennaio 1980    |         |
| 19                            | 19    | I fiori nel deserto 「荒野に咲く花」 - Arano ni saku hana | 13 gennaio 1980   |         |
| 20                            | 20    | Il padre di Tristano 「響け！父の足音」 - Hibike! Chichi no ashioto | 20 gennaio 1980   |         |
| 21                            | 21    | I cinque del tramonto 「赤い夕陽の五人」 - Akai yūhi no go nin | 27 gennaio 1980   |         |
| 22                            | 22    | Il castello magico 「魔女の城の謎」 - Majo no shiro no nazo | 3 febbraio 1980   |         |
| 23                            | 23    | Il dio della montagna 「アドラス山の怪獣」 - Adorasu yama no kaijū | 10 febbraio 1980  |         |
| 24                            | 24    | Il sacro scudo 「聖なる盾はここに！」 - Seinaru tate wa koko ni! | 17 febbraio 1980  |         |
| 25                            | 25    | La morte di Medessa 「魔女メデッサを倒せ！」 - Majo Medessa o taose! | 24 febbraio 1980  |         |
| 26                            | 26    | La scomparsa di re Lavik 「悪王ラビックの最後？」 - Aku ō Rabikku no saigo? | 2 marzo 1980      |         |
| 27                            | 27    | Il messaggero dell'inferno 「地獄からの使者」 - Jigoku kara no shisha | 9 marzo 1980      |         |
| 28                            | 28    | Il cavaliere del teschio 「ドクロ騎士の正体」 - Dokuro kishi no shōtai | 16 marzo 1980     |         |
| 29                            | 29    | La maledizione delle neve rossa 「呪いの赤い雪」 - Noroi no akai yuki | 23 marzo 1980     |         |
| 30                            | 30    | L'ultima battaglia 「激闘！最後のたたかい」 - Gekitō! Saigo no tatakai | 30 marzo 1980     |         |
| Seconda stagione (22 episodi) |       | |                   |         |
| 1                             | 31    | La nave pirata volante 「びっくり！空飛ぶ怪船」 - Bikkuri! kūhi bu kai fune | 6 aprile 1980     |         |
| 2                             | 32    | Big Bear 「驚き！熊男現わる」 - Odoroki! kuma otoko arawa ru | 13 aprile 1980    |         |
| 3                             | 33    | La principessa Sonia 「秘密の金貨に手を出すな」 - Himitsu no kinka ni te wo dasu na | 20 aprile 1980    |         |
| 4                             | 34    | La polvere d'oro 「砂金泥棒を捕まえろ！」 - Sakin dorobō wo tsukama ero! | 27 aprile 1980    |         |
| 5                             | 35    | Salvate Pete! 「男一匹！ピートを救え」 - Otoko ippiki! pito wo sukue | 4 maggio 1980     |         |
| 6                             | 36    | I fiori magici 「命をうばう魔法の花」 - Inochi wōbau mahō no hana | 11 maggio 1980    |         |
| 7                             | 37    | Comportati da uomo, Hans! 「泣き虫ハンスよ男になれ」 - Naki mushi hansu yo otoko ninare | 25 maggio 1980    |         |
| 8                             | 38    | Distruggete il forte vichingo! 「悪の砦をぶっつぶせ」 - Aku no toride wobuttsubuse | 1º giugno 1980    |         |
| 9                             | 39    | L'impostore 「にせ者は誰だ！」 - Nise mono ha dare da! | 8 giugno 1980     |         |
| 10                            | 40    | Pony coraggioso 「がんばれ野生のポニー」 - Ganbare yasei no poni | 15 giugno 1980    |         |
| 11                            | 41    | Salvate la principessa! 「海賊船から姫を守れ」 - Kaizokusen kara hime wo mamore | 22 giugno 1980    |         |
| 12                            | 42    | La rosa rossa 「愛に散ったバラの花」 - Ai ni chitta bara no hana | 29 giugno 1980    |         |
| 13                            | 43    | Chi è il re del nord? 「謎？北の魔王の正体」 - Nazo? kita no maō no shōtai | 6 luglio 1980     |         |
| 14                            | 44    | Le scintille magiche 「すばらしき仲間」 - Subarashiki nakama | 20 luglio 1980    |         |
| 15                            | 45    | La falsa principessa Ginevra 「怪奇！幻のギネビア姫」 - Kaiki! maboroshi no ginebia hime | 27 luglio 1980    |         |
| 16                            | 46    | Le fiamme del drago 「火を吐く竜と少年」 - Hi wo haku ryū to shōnen | 3 agosto 1980     |         |
| 17                            | 47    | Il cavaliere nero 「謎に包まれた黒馬の騎士」 - Nazo ni tsutsuma reta kuro uma no kishi | 10 agosto 1980    |         |
| 18                            | 48    | La sirena del fiume 「輝け妖精の虹」 - Kagayake yōsei no niji | 17 agosto 1980    |         |
| 19                            | 49    | Il mondo magico 「幻の人魚をみた」 - Maboroshi no ningyo womita | 24 agosto 1980    |         |
| 20                            | 50    | La donna delle nevi 「悲しき雪女の亡霊」 - Kanashi ki yukionna no bōrei | 7 settembre 1980  |         |
| 21                            | 51    | Il tesoro 「激戦！最後の砦」 - Gekisen! saigo no toride | 14 settembre 1980 |         |
| 22                            | 52    | Ritorno a Camelot 「アーサー王子の勝利」 - Asa ōji no shōri | 21 settembre 1980 |         |